# 高野貴裕
高野 貴裕（髙野 貴裕、たかの たかひろ、1979年9月24日 - ）は、日本の政治家、東京都議会議員（1期）。元TBSテレビアナウンサー。

## 来歴・人物
福島県いわき市出身。血液型はA型。福島県立磐城高等学校、青山学院大学文学部仏文科卒業後、2003年4月1日付で、アナウンサーとしてTBSに入社した。同期入社のアナウンサーには小林麻耶と高畑百合子がいる。
入社後は、報道・情報・バラエティなど、幅広いジャンルのテレビ番組へ出演した。『王様のブランチ』では、「高野ボンバー貴裕」と称して、DVDの新作ソフトを紹介するコーナー「熱血・DVD野郎」を担当した。その一方で、2006年の10月から2008年2月1日までは、『筑紫哲也 NEWS23』でキャスターを担当した。同局の男性アナウンサーとしては初めてのスポーツキャスター であったが、自身の着任と同時にサブキャスターへ就任した山本モナが諸事情につき短期間での降板を余儀なくされた直後から、毎日放送（MBS）からの出向扱いで三澤肇（元同局アナウンサーで当時は社会部の記者）が加入した2007年3月までは山本の役割も引き継いでいた。
2008年1月28日からは、『イブニング・ファイブ』（平日夕方の情報番組）で17時台の天気コーナー（気象予報士・森田正光のパートナー）と18時台のエンタテインメント（エンタメ）情報コーナー（関東ローカル放送）を担当した。サブキャスター・小倉弘子の産前産後休暇（産休）にともない、上記のコーナーを進行していた山内あゆがサブキャスター代理を務めることによる措置であった。実際には、小倉の復帰・山内の産休後（同年7月28日以降）を経て、2009年3月27日の最終回まで出演を続けていた。
2015年3月30日から2019年3月29日までは、平日早朝のテレビ番組『はやドキ!』の初代MCを務めた。
『はやドキ!』からの降板後は、Paravi向けに『丸のりパラビ』の企画を立案した。この企画が実現してからは、MCを務めるほか、プロデューサーに準ずる役割を担っている。その一方で、アナウンサーとしての活動も継続した。2019年9月30日から放送を開始した『グッとラック!』では「芸能デスク」という肩書で、2020年9月までエンタメコーナーを担当していた。
私生活では、2011年9月1日に女優の星野真里と結婚した。2015年7月30日に第1子（女児）を授かった。2024年9月15日に星野は、この長女が、先天性ミオパチー（日本の厚生労働省が指定する難病の1つ）を患っていることや、日常生活での移動に電動車椅子を用いていることを公表した。
その一方で、2019年11月4日に放送された『有田哲平と高嶋ちさ子の人生イロイロ超会議スペシャル』では、「ゲスト」として結婚後初めて星野と共演した。『グッとラック!』への出演期間中も、星野がコメンテーターを務める水曜日に共演していた。
TBSテレビでは「TBS Voice」（アナウンススクール）の講師も務めていたが、2022年7月1日付で所属部署のアナウンスセンターからTBSホールディングスへ出向した。出向先では、総合プロモーションセンターの総合プロモーション部員と、総合編成本部編成局のプロモーション部員を兼務している。 異動については正式発表の前（6月15日）にインターネット上でいち早く報じられたことから、高野自身がこの報道に対する驚きをTwitterの個人アカウントで吐露するとともに、報じられた内容がおおむね事実であることを認める一幕があった。アナウンサーとして最後に担当した番組は6月30日の『TBS NEWS』（CS放送）
で、上記の個人アカウントでは、TBSホールディングスへの出向を機に「TBS総合プロモーター」という肩書を用いていた。
2023年4月1日付の人事異動でTBSテレビへ復帰した。復帰後は、総務局のCSR推進部員と社長室のSDGs企画部員を勤務しながら、「CSRプロモーター」と称して「地球を笑顔にするWEEK」のプロモーション活動へ従事していた。アナウンサー引退後は、原則的には表舞台に出ないもののCSR推進部員としてその元アナウンサーという肩書を活用して系列のTBSラジオの番組に一般人社員としてCSR広報の一環で出演を不定期に行ってきたが、アナウンス部の5期先輩にあたる外山惠理がパーソナリティを務めている2024年12月20日のTBSラジオ・金曜ワイドラジオTOKYO えんがわに生中継レポーター出演を行い、本日が実務的な最終出社日であり、2025年1月末で退職することを生報告した。その後、2025年1月31日に諸手続きのため最終出社し退職したことを報告した。

### 東京都議会議員へ転身
退社以降の活動・転職等については非公表としていたが、同年2月3日、同年6月22日執行予定の東京都議会議員選挙で都民ファーストの会公認で世田谷区選挙区（定数8）から立候補することが発表された。選挙戦の結果、24,797票で7位となり、初当選となった。

## アナウンサー時代の出演番組

### レギュラー番組
テレビ
- JNNニュースの森（スポーツ担当）
- はなまるマーケット※曜日コーナー担当、但し新人時代の「エプロン隊」には参加していない
- チャンネル☆ロック!
- 王様のブランチ（第2部、2005年4月 - 2006年9月）
- 筑紫哲也 NEWS23（スポーツ担当）
- イブニング・ファイブ（天気・エンタメ担当）
- オビラジR（オビ記者として、ただし2008年夏以降は出演機会は減少）
- アナCAN（「アナウンサーのお仕事」コーナー出演）
- 2時っチャオ!（月・水曜新聞コーナー、火曜「クイズまる達」レポーター）
- サカスさん（木・金曜）
- カード学園（2010年4月から半年間BS-TBSでも再放送された）
- 奇跡ゲッター ブットバース!!（2010年11月 - 2011年7月） 進行
- 世紀のワイドショー!ザ・今夜はヒストリー（リポーター）
- JNNフラッシュニュース（2011年10月 - 2014年3月）
- はやチャン!（2014年3月31日 - 2015年3月27日）
- 私の何がイケないの?（2011年10月 - 2012年3月、2012年10月 - 2016年3月）進行役
- 崖っぷち〜アラビアンサイトFEVER〜（2009年10月 - 2010年3月、ナレーション）
- 脳内ワードQ ヒキダス!（ナレーション）
- 有吉AKB共和国（ナレーション）
- ひみつの嵐ちゃん（「オトナは出来て当然SHOW」「ラストミッション」天の声役）
- ニュースバード1600（TBSニュースバード、月曜 → 木曜担当、2010年3月29日 - 2011年秋ごろ）
- はやドキ!（2015年3月30日 - 2019年3月29日、初代MC）
- JNNニュース（2019年7月から9月までは日曜早朝枠を定期的に担当）
- グッとラック!（「番組公認芸能デスク」という肩書で「グッと!芸能界」に出演）
  - 妻の星野真里も、水曜日にコメンテーターの1人として出演。高野が「グッと!芸能界」の終了を機に降板した2020年10月以降も、2021年3月の番組終了まで出演を続けていた。
- ラヴィット!（2021年10月から2022年3月まで隔週木曜日に「JNN NEWS」を担当）
  - 『グッとラック!』の後継番組で、『グッとラック!』からの降板以来1年振りに出演。
- ひるおび
  - 『はやドキ!』のMCへ起用される前にも、月曜日のコーナーで進行役やリポーターを務めた。『はやドキ!』降板後の2019年4月から同年9月まで、水曜日午前枠の進行を担当。
  - 前枠で放送されていた『グッとラック!』への出演期間中に再び離脱していたが、同番組終了後の2021年3月30日放送分から、異動の2日前（2022年6月29日）まで火・水曜日のナレーターを務めていた。
    - 2021年1月5日（水曜日）にはナレーターではなく、午前11時台に内包されている「JNN NEWS」のキャスターを、日比麻音子（大学およびアナウンサーとしての後輩）とのコンビで担当した。2021年12月まで日比と共に担当していた伊藤隆太に代わっての出演で、平日の昼前に全国ネットで放送される定時ニュースの担当は、TBSへの入社19年目で初めてだったという[21]。同月6日（木曜日）・7日（金曜日）にも、5日と同じ事情で、上村彩子と共に11時台の「JNN NEWS」を担当。
- オオカミ少年
  - 日比がアシスタントを務める2021年4月以降のレギュラー版（第2期）において、オオカミヒーローインタビューに出演。インタビュアーとして出題に協力。
- THE TIME,（ナレーター）
- TBS NEWS

ラジオ
- エンタマン（TBSラジオ、2009年4月 - 2011年3月10日）
- TBSニュース
  - 2009年頃まで月曜日の早朝、2011年秋まで水曜日に担当。異動直前の2022年6月20日（月曜日）には、午後～夕方帯のニュースデスクとして、定時ニュースや『ネットワークトゥデイ』に出演した。

オンデマンド動画配信
- 競馬予想 丸のりパラビ!（Paravi、2019年9月28日 - 2021年9月[22][23]、MC兼プロデュース）

### 不定期出演
- ウォッチ!（スポーツ担当）※藤森祥平体調不良時
- ネプベガス※主に「代理ボウリングベガス」
- 学校へ行こう!
- どうぶつ奇想天外!
- オールスター感謝祭
- CBSドキュメント（ナレーター）
- さんまのSUPERからくりTV
- 誰も見たことない!映像クイズ「アリス」（進行）
- ついに解禁!超体感アトラクションDEKITA!（実況）
- ランナウェイ〜愛する君のために（2011年11月10日、第3話にニュースキャスター役で出演）
- パパドル!（2012年5月17日、第4話に司会役で出演）
- 日本沈没-希望のひと- 第4話（2021年11月7日、TBS）

### YouTube
- どうぶつ奇想天外・WakuWaku【TBS公式】